# آمرسفورت
آمرسفورت Amersfoort  هي مدينة وبلدية بمقاطعة أوترخت بهولندا.

## طوبوغرافيا
خريطة طوبوغرافية هولندية لبلدية آمرسفورت، سبتمبر 2014، (تقرأ بعد ثلاث نقرات على الخريطة).

## توأمة
لآمرسفورت اتفاقيات توأمة مع:
- ليبيريتس

## أعلام
- مارتن بلانك
- أوريل بيرنبوم
- ياكوب فان كامبن
- لورا فان دير هيدين
- ويم بيترز
- ويلكو كيليرمان
- يوهانس خيسترز
- ماركو فان غينكل
- بيت موندريان
- جوهانس دي جونغ

## وصلات خارجية
- الموقع الرسمي

قالب:الملاعب الأولمبية للخماسي الحديث